# 苻暉
苻 暉（ふ き、? - 385年）は、五胡十六国時代前秦の皇族。第3代君主苻堅の子である。兄に第4代君主苻丕、皇太子苻宏がおり、弟に広平公苻熙・鉅鹿公苻叡・河間公苻琳・中山公苻詵がいる。

## 生涯
357年6月、父の苻堅が天王位に即くと、平原公に封じられた。
380年8月、都督豫洛荊南兗東豫揚六州諸軍事・鎮東大将軍・豫州牧に任じられて洛陽を鎮守する事となり、氐族3千2百戸をその統治下に置いた。
383年12月、丁零である前秦の衛軍従事中郎翟斌が河南において反乱を起こし、苻暉の守る洛陽を攻めんとした。さらに、慕容鳳、前燕の旧臣の子である王騰、遼西段部の末裔である段延らは翟斌の挙兵を聞き、各々部曲を率いてこれに帰順した。苻暉は武平侯毛当に兵を与えて翟斌討伐を命じたが、慕容鳳率いる丁零軍に大敗を喫し、毛当は戦死してしまった。さらに丁零軍は洛陽城内の陵雲台へ侵攻し、これを攻略すると、1万を超える兵を捕らえた。
その為、苻堅は慕容垂に洛陽救援と翟斌の討伐を命じたが、慕容垂もまた自立を目論んでいたので、兵が少ない事を理由に河内に留まり、募兵を行った。苻暉は慕容垂のもとへ使者を派遣して到着が遅い事を詰り、速やかに赴くよう命じたが、慕容垂は副将である苻飛龍を奇襲して殺害すると、その兵を尽く生き埋めにした。384年1月、慕容垂はようやく洛陽へ赴いたが、苻暉は既に慕容垂が苻飛龍を殺したことを知っていたので、門を閉ざして拒んだ。その為、慕容垂は翟斌の勢力と合流すると、滎陽に拠点を構えて大将軍・大都督・燕王を称して正式に自立した。
7月、相次ぐ諸部族の反乱により関東は大混乱に陥り、遂に苻暉は洛陽を放棄すると、洛陽・陝城の兵7万を率いて長安へ退却した。
同月、苻暉は使持節・散騎常侍・都督中外諸軍事・車騎大将軍・司隷校尉・録尚書事に任じられ、5万の兵を率いて、長安へ侵攻してきた慕容沖を迎え撃ち、河間公苻琳が苻暉の後続となった。苻暉らは鄭西に進駐したが、慕容沖により攻撃を受けて大敗を喫した。
その後、長安は慕容沖により包囲されてしまい、苻暉はこれと争うも幾度も敗戦を重ねた。
385年2月、苻堅は連敗続きであった苻暉を叱責して「汝は我の才子であるぞ。それが大軍を擁しているのに、白虜の小児と戦って幾度も敗れようとは。どうして生きていられるのか！」と怒声を上げた。3月、苻暉は憤恚の余り自殺した。